# T-Pain
Faheem Rasheed Najm (Tallahassee, 30 de setembro de 1984), é um cantor, rapper, compositor e produtor norte-americano mais conhecido pelo seu nome artístico T-Pain. É conhecido por usar o efeito Auto-Tune nas suas músicas, o qual ficou tão famoso que está começando a ser usado por cantores como Snoop Dogg, Chris Brown, Lil' Wayne, R. Kelly, Wiz Khalifa, Kanye West, entre outros. Ele é o criador no ramo musical e principal pioneiro do auto tune no rap.

## Biografia
Faheem Rasheed Najm nasceu e cresceu em Tallahassee, Flórida. Seu nome artístico é uma abreviação para "Tallahassee Pain", e foi escolhido por causa das dificuldades que passou enquanto morava lá. T-Pain foi criado em uma casa muçulmana, mas ele expressou sua falta de interesse no conceito de religião. Com apenas três anos de idade, ele conseguiu seu primeiro trabalho no ramo da música quando um amigo da família, o artista e produtor de Jazz/Gospel 'Ben Tankard', lhe permitiu passar um tempo e "aperta os botões" em seu estúdio de gravação. Aos dez anos, Najm transformou seu quarto em um estúdio de música, usando um teclado, uma máquina de produzir batidas e um gravador.

## Carreira
T-Pain fazia parte de um grupo de rap chamado "Nappy Headz" e começou sua carreira em 2002, quando "I'm F*cked Up", uma versão regravada da música "Locked Up" de Akon tornou-se popular, fazendo com que fosse integrado na Konvict Muzik, selo do cantor.
Até hoje gravou 3 discos, Rappa Ternt Sanga em 2005 e Epiphany em 2007 e Thr33 Ringz, lançado dia 28 de Outubro de 2008.
O cantor realizou inúmeras parcerias em 2007, com cantores de sucesso, essas parcerias musicais renderam a T-Pain muito sucesso. Entre os músicos podemos citar Akon, Plies, R. Kelly, Kanye West, Baby Bash, Bow Wow, Mariah Carey, Lil Wayne,além de muitos outros. Seu primeiro single de sucesso foi "Buy U A Drank" com a particação do rapper Yung Joc, que chegou a primeiro lugar nas paradas dos Estados Unidos, após esse sucesso, T-Pain emplacou mais 2 músicas como número 1 das paradas americanas, além de inúmeras parcerias de sucesso. Ele já ganhou 2 grammy awards.

## Discografia

#### Álbuns de Estúdio
| Título            | Detalhes do álbum                                                                                         | Vendas                 |
| ----------------- | --- | ---------------------- |
| Rappa Ternt Sanga | - Lançamento: 6 de dezembro de 2005; - Gravadora: Konvict Muzik/Jive Records;                             | - 800 mil cópias;      |
| Epiphany          | - Lançamento: 5 de junho de 2007 - Gravadora: Konvict Muzik/Jive Records/Zomba Label Group                | - 1,5 milhão de cópias |
| Thr33 Ringz       | - Lançamento: 11 de novembro de 2008; - Gravadora: Nappy Boy/Konvict Muzik/Jive Records/Zomba Label Group | - 530 mil cópias       |
| Revolver          | - Lançamento: previsto para 2011 - Gravadora: Nappy Boy/Konvict Muzik/Jive Records                        |                        |

#### Bandas sonoras
- The Instrumentals  (Coletânea Instrumental)
  - Lançamento: 21 de agosto de 2009
  - Gravadora: Jive Records
  - Vendas: não estimado
  - Melhor Posição: não entrou em nenhuma avaliação

#### Mixtapes
- Pree Ringz (2008)
- prEVOLVER  (2011)
- STOIC      (2012)

## Singles
| Ano  | Single                                             | Posições nas paradas | Posições nas paradas | Posições nas paradas | Posições nas paradas | Posições nas paradas | Posições nas paradas | Álbum             |
| Ano  | Single                                             | EUA                  | US R&B               | US Pop               | RU                   | NZ                   | CAN                  | Álbum             |
| ---- | -------------------------------------------------- | -------------------- | -------------------- | -------------------- | -------------------- | -------------------- | -------------------- | ----------------- |
| 2005 | "I'm Sprung"                                       | 8                    | 9                    | 17                   | 30                   | —                    | —                    | Rappa Ternt Sanga |
| 2005 | "I'm 'n Luv (Wit a Stripper)" (feat. Mike Jones)   | 5                    | 10                   | 7                    | —                    | —                    | —                    | Rappa Ternt Sanga |
| 2007 | "Buy U a Drank (Shawty Snappin')" (feat. Yung Joc) | 1                    | 1                    | 4                    | 2                    | 2                    | 25                   | Epiphany          |
| 2007 | "Bartender" (feat. Akon)                           | 5                    | 9                    | 10                   | —                    | 1                    | 46                   | Epiphany          |
| 2007 | "Church" A                                         | —                    | —                    | —                    | 35                   | 7                    | 63                   | Epiphany          |
| 2008 | "Can't Believe It" (feat. Lil Wayne)               | 7                    | 2                    | 25                   | 100                  | 13                   | 70                   | Thr33 Ringz       |
| 2008 | "Chopped 'N' Skrewed" (feat. Ludacris)             | 27                   | 3                    | 63                   | —                    | 14                   | —                    | Thr33 Ringz       |
| 2008 | "Freeze" (feat. Chris Brown)                       | 38                   | 39                   | 52                   | 62                   | 23                   | 45                   | Thr33 Ringz       |
| 2009 | "Take Your Shirt Off"                              | 80                   | —                    | —                    | —                    | —                    | —                    | RevolveR          |
| 2010 | "Reverse Cowgirl"                                  | -                    | —                    | —                    | —                    | —                    | —                    | RevolveR          |
| 2011 | "5 O'Clock" (feat. Wiz Khalifa & Lily Allen)       | 10                   | 9                    | 13                   | 6                    | 27                   | 15                   | RevolveR          |

### Singles como participação
| Ano  | Canção                                                                  | Posições nas paradas | Posições nas paradas | Posições nas paradas | Álbum                           |
| Ano  | Canção                                                                  | U.S. Hot 100         | U.S. R&B             | U.S. Pop             | Álbum                           |
| ---- | ----------------------------------------------------------------------- | -------------------- | -------------------- | -------------------- | ------------------------------- |
| 2006 | "U and Dat" (E-40 feat. T-Pain & Kandi Girl)                            | 13                   | 8                    | 17                   | My Ghetto Report Card           |
| 2007 | "I'm a Flirt (Remix)" (R. Kelly feat. T.I. & T-Pain)                    | 12                   | 1                    | 25                   | Double Up                       |
| 2007 | "Outta My System" (Bow Wow feat. T-Pain & Johntá Austin)                | 22                   | 12                   | 33                   | The Price of Fame               |
| 2007 | "Shawty" (Plies feat. T-Pain)                                           | 9                    | 2                    | 27                   | The Real Testament              |
| 2007 | "Cyclone" (Baby Bash feat. T-Pain)                                      | 7                    | 70                   | 7                    | Cyclone                         |
| 2007 | "I'm So Hood" (DJ Khaled feat. T-Pain, Trick Daddy, Rick Ross, & Plies) | 19                   | 9                    | 33                   | We the Best                     |
| 2007 | "Baby Don't Go" (Fabolous feat. T-Pain)                                 | 23                   | 23                   | 32                   | From Nothin' to Somethin'       |
| 2007 | "Kiss Kiss" (Chris Brown feat. T-Pain)                                  | 1                    | 1                    | 3                    | Exclusive                       |
| 2007 | "Good Life" (Kanye West feat. T-Pain)                                   | 7                    | 3                    | 18                   | Graduation                      |
| 2007 | "Low" (Flo Rida feat. T-Pain)                                           | 1                    | 9                    | 1                    | Mail on Sunday                  |
| 2007 | "Who the Fuck Is That?" (Dolla feat. T-Pain & Tay Dizm)                 | 82                   | 42                   | 66                   | A Dolla and a Dream             |
| 2008 | "Shawty Get Loose" (Lil Mama feat. Chris Brown & T-Pain)                | 10                   | 43                   | 15                   | VYP (Voice of the Young People) |
| 2008 | "The Boss" (Rick Ross feat. T-Pain)                                     | 17                   | 1                    | 53                   | Trilla                          |
| 2008 | "She Got It" (2 Pistols feat. T-Pain & Tay Dizm)                        | 24                   | 9                    | 44                   | Death Before Dishonor           |
| 2008 | "Cash Flow" (Ace Hood feat. T-Pain & Rick Ross)                         | 120                  | 55                   | —                    | Gutta                           |
| 2008 | "Got Money" (Lil Wayne feat. T-Pain)                                    | 10                   | 7                    | 17                   | Tha Carter III                  |
| 2008 | "What It Is (Strike a Pose)" (Lil Mama feat. T-Pain)                    | —                    | —                    | —                    | VYP (Voice of the Young People) |
| 2008 | "Beam Me Up" (Tay Dizm feat. T-Pain & Rick Ross)                        | —                    | 90                   | —                    | Welcome to the New World        |
| 2008 | "Go Girl" (Ciara feat. T-Pain)                                          | 78                   | 26                   | 88                   | Fantasy Ride                    |
| 2008 | "Go Hard" (DJ Khaled feat. Kanye West & T-Pain)                         | 69                   | 53                   | —                    | We Global                       |
| 2008 | "One More Drink" (Ludacris feat. T-Pain)                                | 24                   | 15                   | 35                   | Theater of the Mind             |
| 2009 | "Blame It" (Jamie Foxx feat. T-Pain)                                    | 2                    | 1                    | 3                    | Intuition                       |
| 2009 | "I'm on a Boat" (The Lonely Island feat. T-Pain)                        | 56                   | —                    | —                    | Incredibad                      |
| 2009 | "Hustler's Anthem '09" (Busta Rhymes feat. T-Pain)                      | —                    | 51                   | —                    | Back on My B.S.                 |
| 2009 | "Feel It" (DJ Felli Fel feat. T-Pain, Sean Paul, Flo Rida, and Pitbull) | —                    | —                    | 90                   | Non-album single                |
| 2009 | "All the Above" (Maino feat. T-Pain)                                    | 39                   | 59                   | 46                   | If Tomorrow Comes               |
| 2009 | "Download" (Lil Kim feat. T-Pain & Charlie Wilson)                      | 109                  | 21                   | —                    | Vintage                         |
| 2009 | "Sun Come Up" (Glasses Malone featuring T-Pain, Rick Ross, & Birdman)   | —                    | 94                   | —                    | Beach Cruiser                   |
| 2009 | "Overtime" (Ace Hood feat. Akon & T-Pain)                               | 119                  | 70                   | —                    | Ruthless                        |
| 2009 | "Maybach Music 2" (Rick Ross feat. Lil Wayne, Kanye West, & T-Pain)     | 92                   | 54                   | —                    | Deeper Than Rap                 |
| 2009 | "Money Round Here" (C-Ride feat. T-Pain)                                | -                    | -                    | -                    | Automatic Vibe                  |
| 2009 | "Body Language" (Jesse McCartney feat. T-Pain)                          | 35                   | -                    | -                    | Departure: Recharged            |
| 2009 | "Imaginate" (Wisin & Yandel feat. T-Pain)                               | -                    | -                    | -                    | La Evolución                    |

## Clipes

### 2005
- "I'm Sprung" T-Pain

### 2006
- "Send Me An Email" J-Shin feat. T-Pain & Tila Tequila
- "I'm N Luv (Wit a Stripper)" T-Pain feat. Mike Jonesj
- "I'm N Luv (Wit a Stripper) 2" T-Pain feat. R. Kelly, Pimp C, Too $hort, MjG, Twista & Paul Wall
- "U and Dat" E-40 feat. T-Pain & Kandi Girl
- "Money In The Bank" Lil Scrappy feat. Young Buck [T-Pain cameo]

### 2007
- "Int'l Players Anthem (I Choose You)" UGK feat. Outkast [T-Pain cameo]
- "Buy U a Drank (Shawty Snappin')" T-Pain feat. Yung Joc
- "I'm a Flirt (Remix)" R. Kelly feat. T.I. & T-Pain
- "Outta My System" Bow Wow feat. T-Pain
- "Shawty" Plies feat. T-Pain
- "Bartender" T-Pain feat. Akon
- "I'm So Hood" DJ Khaled feat. T-Pain, Rick Ross, Trick Daddy & Plies
- "Church" T-Pain feat. Teddy Verseti
- "Cyclone" Baby Bash feat. T-Pain
- "Kiss Kiss" Chris Brown feat. T-Pain
- "Good Life" Kanye West feat. T-Pain
- "Low" Flo Rida feat. T-Pain
- "Who The Fuck Is That?" Dolla feat. T-Pain & Tay Dizm
- "Tell Me This (G-5)" Huey feat. T-Pain & MeMpHiTz

### 2008
- "Shawty Get Loose" Lil Mama feat. T-Pain & Chris Brown
- "The Boss" Rick Ross feat. T-Pain
- "She Got It" 2 Pistols feat. T-Pain & Tay Dizm
- "I Can't Wait" Akon feat. T-Pain
- "Cash Flow" Ace Hood feat. T-Pain & Rick Ross
- "Moon Of Dreams" Ruslana feat. T-Pain
- "Got Money" Lil Wayne feat. T-Pain
- "What It Is (Strike a Pose)" Lil Mama feat. T-Pain
- "Can't Believe It" T-Pain feat. Lil' Wayne
- "Beam Me Up" Tay Dizm feat. T-Pain & Rick Ross
- "Go Girl" Ciara feat. T-Pain
- "Out Here Grindin" DJ Khaled feat. Akon, Rick Ross, Young Jeezy, Lil Boosie, Trick Daddy, Ace Hood & Plies [T-Pain cameo]
- "Chopped N Skrewed" T-Pain feat. Ludacris
- "Karaoke" T-Pain feat. DJ Khaled
- "Go Hard" DJ Khaled feat. T-Pain & Kanye West
- "One More Drink" Ludacris feat. T-Pain
- "Freeze" T-Pain feat. Chris Brown

### 2009
- "Dream Girl" Tay Dizm feat. Akon [T-Pain cameo]
- "Sun Come Up" Glasses Malone feat. Rick Ross, T-Pain & Birdman
- "I'm on a Boat" The Lonely Island feat. T-Pain
- "Blame It" Jamie Foxx feat. T-Pain
- "All The Above" Maino feat. T-Pain
- "Download" Lil Kim feat. T-Pain & Charlie Wilson
- "Hustler's Anthem '09" Busta Rhymes feat. T-Pain
- "Overtime" Ace Hood feat. T-Pain & Akon
- "Every Girl (Nappy Boy Remix)" T-Pain feat. Tay Dizm, Young Cash & Travis McCoy
- "Money Round Here" C-Ride feat. T-Pain
- "Body Language" Jesse McCartney feat. T-Pain
- "More Careful (Successful Remix)" T-Pain
- "Thug Story" Taylor Swift feat. T-Pain
- "Imaginate" Wisin & Yandel feat. T-Pain
- "Take Your Shirt Off" T-Pain
- "Forever (Nappy Boy Remix)" T-Pain feat. Young Cash

### 2010
- "Maybach Music 2.5" Rick Ross feat. T-Pain, Pusha T & DJ Khaled
- "I Support Single Mothers" Young Cash feat. T-Pain
- "All The Way Turnt Up (Nappy Boy Remix)" One Chance feat. T-Pain
- "We Are The World 25 For Haiti" Various Artists feat. T-Pain
- "All I Do Is Win" DJ Khaled feat. T-Pain, Ludacris, Rick Ross & Snoop Dogg
- "Reverse Cowgirl" T-Pain
- "Zoosk Girl" Flo Rida feat. T-Pain
- "Tattoo Girl" Detail feat. T-Wayne & Travie McCoy
- "This Instant" Sophia Fresh feat. T-Pain
- "All I Do Is Win (Remix)" DJ Khaled feat. T-Pain & a bunch of ni**as
- "The Manual" Travie McCoy feat. T-Pain & Young Cash
- "My Own Step" Roscoe Dash feat. T-Pain
- "Trillionaire" Bun B feat. T-Pain
- "Hey Baby (Drop It To The Floor)" Pitbull feat. T-Pain
- "Rap Song" T-Pain feat. Rick Ross
- "No Dejemos Que Se Apague" Wisin & Yandel feat. T-Pain & 50 Cent
- "Black & Yellow (G-Mix)" Wiz Khalifa feat. T-Pain, Snoop Dogg & Juicy J

### 2011
- "Welcome To My Hood" DJ Khaled feat. T-Pain, Rick Ross, Plies & Lil Wayne
- "Electroman" Benny Benassi feat. T-Pain
- "I'mma Do It Big" Brandon T. Jackson feat. T-Pain & One Chance
- "Boom" Snoop Dogg feat. T-Pain
- "Beautiful People" Chris Brown [T-Pain cameo]
- "Can't Sleep" JRandall feat. T-Pain
- "Smoke" Tay Dizm feat. T-Pain
- "I Get Money" Birdman feat. T-Pain, Lil Wayne & Mack Maine
- "Welcome To My Hood (Remix)" DJ Khaled feat. T-Pain & even bigger bunch of ni**as
- "Best Love Song" T-Pain feat. Chris Brown
- "Booty Work (One Cheek At a Time)" T-Pain feat. Joey Galaxy
- "Coke, Dope, Crack, Smack" J-Doe feat. Busta Rhymes [T-Pain cameo]
- "Coke, Dope, Crack, Smack (Remix)" JDoe feat. T-Pain, Busta Rhymes & David Banner
- "Out Of My Head" Playmen & Alex Leon feat. T-Pain
- "5 O'Clock" T-Pain feat. Lily Allen & Wiz Khalifa
- "Niggas In Paris (Freestyle)" Chris Brown & T-Pain
- "Drowning Again" T-Pain feat. One Chance
- "Nuthin'" T-Pain feat. Detail
- "Fantasy" T-Pain feat. Dawn
- "Chicken" T-Pain
- "Let Me Talk" T-Pain
- "Never Leave Her" T-Pain feat. Tay Dizm
- "Hangover" T-Pain feat. Skye
- "Who Want It" T-Pain feat. Severe Da Young Drack
- "Rollin' Like A Boss" La Fouine feat. T-Pain & MacKenson
- "Separated" T-Pain
- "The Way You Move" Ne-Yo feat. Trey Songz & T-Pain

### 2012
- "Get It Girl" Mann feat. T-Pain
- "Hard For The Money" Te Money feat. T-Pain
- "Bag Of Money" Wale feat. T-Pain, Rick Ross & Meek Mill
- "Better" Bow Wow feat. T-Pain
- "Getting To The Money" Tay Dizm feat. T-Pain & J-Bo
- "Algo Me Gusta De Ti" Wisin & Yandel feat. T-Pain & Chris Brown
- "One Night" Mystikal feat. Birdman, Jae Millz & Detail [T-Pain cameo]
- "Don't You Quit" T-Pain
- "Hang Ups" T-Pain